# بيرند برودار
بيرند برودار (مواليد 21 يوليو 1947) هو مبارز بالسيف نمساوي، مثّل بلاده في الألعاب الأولمبية الصيفية 1972.

## روابط خارجية
بيرند برودار على موقع أوليمبيديا (الإنجليزية)